# Marin Bavčević
Marin Bavčević (Spalato, 31 luglio 1988) è un ex cestista croato naturalizzato svizzero.

## Carriera
Figlio dell'allenatore Nikša, prima di approdare in NCAA con TCU Horned Frogs, fa il suo debutto da professionista con il Mons-Hainaut in EuroCup contro il Real Madrid. In seguito fa ritorno in Europa nel campionato svizzero conquistando il titolo 2013-14 con i Lugano Tigers.

## Palmarès
- Campionato svizzero: 1

Lugano Tigers: 2013-14
- Supercoppa di Svizzera: 1

Lions de Genève: 2019
- Coppa di Lega svizzera: 1

Monthey: 2016